# La Lomita, Tamaulipas
La Lomita är en ort i Mexiko.   Den ligger i kommunen San Fernando och delstaten Tamaulipas, i den centrala delen av landet, 600 km norr om huvudstaden Mexico City. La Lomita ligger 24 meter över havet och antalet invånare är 860.
Terrängen runt La Lomita är platt, och sluttar österut. Runt La Lomita är det glesbefolkat, med 9 invånare per kvadratkilometer. La Lomita är det största samhället i trakten. Trakten runt La Lomita består till största delen av jordbruksmark.